# Леликов, Алексей Емельянович
Алексей Емельянович Леликов (5 (18) августа 1912 года, Москва, Российская империя — 1990, Москва, РСФСР, СССР) — советский партийный и государственный деятель, председатель Совета Министров Якутской АССР (1965—1966).

## Биография
В 1936 г. окончил Московский институт инженеров транспорта имени И. В. Сталина, в 1956 г. — Ленинградскую Академию Морского Флота.
- 1936—1937 гг. — инженер Московско-Окского пароходства,
- 1937—1940 гг. — заместитель начальника Северо-Якутского речного пароходства Главного управления Северного морского пути при СНК СССР,
- 1940—1943 гг. — заместитель начальника Колымского речного пароходства Главного управления строительства Дальнего Севера НКВД СССР («Дальстрой»),
- 1945—1952 гг. — начальник Колымского речного управления Главного управления строительства Дальнего Севера НКВД — МВД СССР («Дальстрой»),
- 1952—1954 гг. — заместитель начальника отдела, начальник транспортного управления Главного управления строительства Дальнего Севера МВД СССР («Дальстрой»),
- 1956—1957 гг. — заместитель начальника транспортного отдела Министерства чёрной металлургии СССР,
- 1957—1961 гг. — начальник управления дорожно-транспортного хозяйства СНХ Якутского экономического административного района,
- 1961—1962 гг. — секретарь Якутского областного комитета КПСС,
- 1962—1965 гг. — второй секретарь Якутского областного комитета КПСС,
- 1965—1966 гг. — председатель Совета Министров Якутской АССР.

Избирался депутатом Верховного Совета РСФСР, депутатом Верховного Совета ЯАССР 2-3 и 5-6 созывов.

## Награды и звания
Награждён орденами Трудового Красного Знамени, медалями СССР и Почетными грамотами Президиума Верховного Совета ЯАССР.